# LKL Kuršis (M54)
LKL Kuršis (M54) (Ку́ршис) — один из трёх противоминных кораблей ВМС Литвы британской постройки. Состоял на вооружении Королевского флота, ныне в составе ВМС Литвы. Назван в честь куршей — западнобалтской народности, жившей в V—XVI веках на юго-восточном побережье Балтийского моря, на территории региона Курземе в современной сегодняшней западной Литвы, и давшей название Курляндии. 

## История строительства и службы
Корабль был построен верфью Vosper Thornycroft в Вулстоне для ВМС Великобритании. Получил имя HMS Dulverton (M35). В период с 1982 по 1997 служил в своём основном качестве. С 1997 по 2004 нёс службу в качестве патрульного судна. Были планы по утилизации корабля, пока в 2008 году он не был продан Литве. 
Компания Thales получила подряд на модернизацию корабля, установив на них технологически более совершенную систему поиска мин, в том числе систему Sonar 2193, двигательную установку, системы управления и контроля, а также системы разминирования. Корабль поступил на вооружение ВМС Литвы в 2011 году под названием «Куршис». 
В составе первой противоминной группы НАТО (куда входит также тральщик соседней Латвии «Русиньш»), находящейся на постоянном боевом дежурстве, производит поиск морских мин времён Первой и Второй мировых войн в территориальных водах и исключительной экономической зоне Литвы. 
В составе проекта BALTRON участвует в операциях в Балтийском море. 